# Castell del Gorg
El castell del Gorg és un edifici de Llers (Alt Empordà) declarat bé cultural d'interès nacional.

## Descripció
Se situa al nord-est del nucli urbà de la població de Llers, al paratge de la Borrassa, prop del torrent de la Serra.
Queden només escassos vestigis del castell del Gorg, molt degradats i completament arruïnats. De fet, els trams d'estructures conservades són de poca alçada i dibuixen un recinte de planta més o menys rectangular. L'aparell és de còdols i pedra sense treballar, amb alguna pedra de mida mitjana treballada integrada al bell mig del parament. A la zona més elevada s'observa la cantonada d'una estructura, delimitada amb pedra desbastada mitjana. Al voltant de les escasses estructures conservades hi ha abundants enderrocs.

## Història
Els senyors d'aquest castell, feudataris del senyor del castell de Llers, eren els Cantalló dels Gorgs i que els drets del domini del castell pertanyien al senyor del Castell de Llers. Concretament, es té notícia que el feudatari l'any 1300 era Pere de Cantalló, cavaller dels Gorgs.
Actualment està en estat de ruïna i les restes són difícils d'identificar donat el seu mal estat.